# Vérité oblige
Vérité Oblige est une série télévisée française en 6 épisodes créée par Claude-Michel Rome et diffusée entre 1997 et 2002 sur TF1. Elle est rediffusée de 2013 à 2015 sur Chérie 25, et en 2014 sur NRJ 12.

## Synopsis
Ancien avocat, Pierre Chevalier a démissionné du barreau après une terrible affaire dans laquelle il n'a pas pu prouver à temps l'innocence de son client. Devenu professeur de droit dans une faculté parisienne, Pierre s'est alors promis de réformer le droit de l'intérieur en formant une nouvelle génération de juristes, libres et indépendants.

## Distribution
- André Dussollier : Pierre Chevalier
- Béatrice Agenin : Marion Delcroix, avocat général et ex-femme de Pierre  (épisodes 1 et 2)
- Stéphane Slima : Éric Rochman (épisodes 1 à 4)
- Jean-Michel Martial : Commissaire Mazzolini

## Épisodes (1997-2002)

### Épisode 1:Ma fille... cette inconnue
Ancien avocat, Pierre Chevalier enseigne le droit à la faculté. Il attend surtout de ses étudiants qu'ils aient de l'audace. Divorcé, il a une fille, Raphaëlle, pilote de ligne et maman d'un petit garçon. Fabrice, l'amant de Raphaëlle et chercheur dans un laboratoire pharmaceutique, est assassiné. Les amants se sont disputés, Raphaëlle s'est enfuie, et tout l'accuse. Pierre Chevalier ressort sa robe d'avocat pour prouver l'innocence de sa fille.

### Épisode 2:L'Avocat du diable
Alors que Pierre Chevalier prend un verre avec son ami François, ce dernier se jette soudain sur un homme et le roue de coups. François se souvient : il y a un an, il accompagnait sa fille de onze ans dans le RER, quand elle mourut dans un attentat perpétré à l'aide d'une mallette piégée. Or ce jour-là, François a vu monter dans leur voiture de la rame, avec une mallette, un homme dont le visage est resté gravé dans sa mémoire.

### Épisode 3:La Loi du silence
À la suite d'un accouchement difficile sous péridurale, Marie Berthaux se retrouve paraplégique et porte plainte. Après deux ans de procédure, le tribunal conclut à un aléa thérapeutique, lavant l'hôpital de tout de soupçon. Pour Rachel Baldi, la jeune avocate qui la défend, c'est un terrible échec. Désemparée, elle demande à Pierre Chevalier, son ancien professeur de droit, de l'aider. L'homme de loi repère de nombreuses zones d'ombre dans le dossier et décide reprendre l'affaire à zéro.

### Épisode 4:Fibre mortelle
À la suite d'un malaise, Milan, le concierge de la fac, est hospitalisé. Il avoue à sa fille Vanessa, jeune étudiante de Pierre Chevalier, que dans les années 70, il travaillait dans une entreprise qui ne tenait pas compte des consignes de sécurité. Pour protéger financièrement sa fille, Milan  tente un ultime recours contre le patron de l'entreprise incriminé. Indigné par le peu d'intérêt porté au victimes par ce dernier, Pierre Chevalier accepte de défendre Milan. 

### Épisode 5:L'Honneur perdu
Élève à l'école des officiers de marine, Sarah Wagner fut longtemps major de sa promotion, avant de se voir ravir cette place par Gabriel Delauney. À l'issue d'une course-poursuite dans laquelle ils se sont défiés mutuellement, le jeune homme est retrouvé agonisant à côté de sa moto. Accident, imprudence ou meurtre ? Sarah devient le suspect n°1. Pierre Chevalier prend la défense de la jeune femme, qui est la nièce de sa secrétaire.

### Épisode 6:Belle de nuit
Lorsque Sandrine, hôtesse dans un bar est témoin du meurtre d'Anika, jeune strip-teaseuse assassinée par l'homme qui l'a forcée à se prostituer, elle refuse de témoigner car elle craint pour sa vie. Les instances judiciaires, à défaut de confondre l'assassin, mettent la jeune femme en examen pour non-dénonciation de crime. Pierre Chevalier engage une course folle pour disculper la jeune femme et assurer sa protection jusqu'au procès.

## Hors-série (2005)

### Épisode 1:Dénonciation calomnieuse
Alors que sa journée de travail bat son plein, Janine Mériel, la patronne du restaurant «La Caravelle», est arrêtée par les policiers. Devant ses clients, muets de surprise, elle est obligée de laisser fourneaux, carnets de commande et réservations pour suivre les enquêteurs. Le hasard veut que Marion Kaplan ait assisté à la scène. Elle va tout naturellement se trouver impliquée dans l'affaire. C'est elle qui assurera la défense de la restauratrice. Le problème se révèle particulièrement douloureux, puisque Janine Mériel a été arrêtée sur un dépôt de plainte de sa propre fille, Lydia. Les premiers éléments apparaissent lors d'une confrontation dans le bureau du juge d'instruction Francis Lombardi... 
- Avec Florence Pernel, sans André Dussollier

## Récompense
- Festival de la fiction TV de Saint-Tropez 2000 : Meilleur épisode d'une série de 90 minutes pour l'épisode Fibre mortelle[1].